# Passage de messages
 (août 2019).
Si vous disposez d'ouvrages ou d'articles de référence ou si vous connaissez des sites web de qualité traitant du thème abordé ici, merci de compléter l'article en donnant les références utiles à sa vérifiabilité et en les liant à la section « Notes et références ».
Le modèle de passage de messages (message passing en anglais) est un modèle de communication entre ordinateurs ou entre processus à l'intérieur d'un même ordinateur. Il réalise l’envoi de messages simples. Il constitue la couche de base des Middleware Orientés Messages.

## Autres couches
Au-dessus de cette couche, on trouve d'autres couches de middleware de plus en plus perfectionnées et qui sont : 
- La file d'attente de message (message queueing en anglais) qui ajoute la notion de persistance au passage de messages ;
- Le modèle par abonnement (publish-subscribe en anglais), qui utilise les fonctions du passage de messages ou des files d'attente de message et qui ajoute la notion d’anonymat et d’abonnement.
- Le modèle événementiel qui est plus considéré comme un modèle de programmation que comme un modèle de communication.

## Exemples
Les techniques et normes CORBA, DCOM, SOAP et MPI, sont des exemples de systèmes de passage de messages.

## Dans les langages
Certains langages de programmation tels Erlang ou Scala, intègrent le passage de message en leur cœur afin de faciliter la programmation concurrente ou distribuée.